# Гиацинтова, Софья Владимировна
Софья Владимировна Гиаци́нтова (23 июля [4 августа] 1895, Москва, Российская империя — 12 апреля 1982, Москва, СССР) — русская советская актриса, театральный режиссёр, педагог. Народная артистка СССР (1955).

## Биография
Родилась 23 июля (4 августа) 1895 года в московской дворянской семье писателя Владимира Егоровича Гиацинтова (1858—1933) и Елизаветы Алексеевны Венкстерн. Её дядя Алексей Венкстерн известен как пушкинист и автор шуточных пьес, а сестра Елизавета Владимировна была замужем за художником М. С. Родионовым (1885—1956).
В 1911—1912 годах училась на факультете истории Высших женских курсов в Москве, одновременно занималась драматическим искусством у актрисы МХАТа Е. П. Муратовой.
В 1910 по конкурсу была принята в МХТ. На тот же год приходится пылкая влюблённость в неё поэта Сергея Соловьёва, который, будучи отвергнутым, 31 октября 1911 года выбросился из окна, после чего шесть месяцев содержался в психиатрической лечебнице.
Впервые выступила на сцене в 1911 в роли служанки в пьесе К. Гамсуна «У жизни в лапах». В 1911—1913 годах — сотрудница МХАТа. В 1912 году вошла в группу молодёжи, которая начала заниматься системой Станиславского и составила ядро 1-й Студии МХТ под руководством Л. А. Сулержицкого, занятия по системе вёл Е. Б. Вахтангов.
В 1917 г. вышла замуж за своего двоюродного брата — офицера Эраста Николаевича Гиацинтова (1894—1975). Гражданская война разлучила её с мужем. Софья Гиацинтова продолжала артистическую карьеру в Москве, в то время как её муж вступил в Добровольческую армию и затем, при эвакуации из Крыма, оказался в эмиграции в Европе, а позже в США. В дальнейшем супругам удалось встретиться один раз, в 1923 году, когда актриса приезжала в Прагу на гастроли.
В 1924 году Софья добилась расторжения брака, чтобы узаконить свои отношения с актёром Иваном Берсеневым (1889—1951). (Эта связь была причиной распада первого брака Берсенева). В Москве супруги жили в «доме актёров» по адресу: Брюсов переулок, 12.
В 1913—1924 — актриса МХТ, в 1924—1936 — актриса и режиссёр МХАТа 2-го, в 1936—1938 — актриса Театра имени МОСПС (ныне Театр имени Моссовета), в 1958—1961 — актриса Московского драматического театра им. К. С. Станиславского. Член ВКП(б) с 1951 года.
В 1938—1958 и 1961—1982 годах — актриса и режиссёр Московского театра им. Ленинского Комсомола (ныне Театр «Ленком»). В 1940-е годы театром руководил «триумвират» из Берсенева, Гиацинтовой и Серафимы Бирман. После смерти мужа Гиацинтова стала художественным руководителем (с 1952 г. главным режиссёром) театра и сохраняла этот пост до 1957 г.
В 1958—1961 годах преподавала в ГИТИСе имени А. В. Луначарского. Совместно со В. С. Смышляевым вела класс в Белорусской драматической студии при МХАТе.
В Москве какое-то время жила в доме № 5/7 в Камергерском переулке. Большую часть жизни, с 1928 года по 1982 год, прожила в доме 12 в Брюсовом переулке («Дом артистов»), о чём свидетельствует мемориальная табличка на стене дома. Подробно рассказала о своей семье и театральной судьбе в книге «С памятью наедине» (М.: Искусство, 1985).
Умерла 12 апреля 1982 года в Москве. Похоронена на Новодевичьем кладбище (участок № 9).

## Творчество

### Роли в театре
МХТ
- 1911 — «У жизни в лапах» К. Гамсуна — Служанка
- 1912 — «Нахлебник» И. С. Тургенева — Маша
- 1916 — «Будет радость» Д. С. Мережковского — Пелагея
- 1917 — «Синяя птица» М. Метерлинка — Митиль
- «На всякого мудреца довольно простоты» А. Н. Островского — Машенька
- «Пер Гюнт» Г. Ибсена — Тролль

1-я Студии МХТ
- 1913 — «Гибель „Надежды“» Г. Гейерманса — Клементина
- 1913 — «Праздник мира» Г. Гауптмана — Ида
- 1914 — «Сверчок на печи» по Ч. Диккенсу — Фея, Малютка
- 1917 — «Двенадцатая ночь» У. Шекспира — Мария
- 1920 — «Балладина» Ю. Словацкого — Эльф

МХАТ 2-й
- 1925 — «Петербург» по А. Белому — Софья Петровна Лихутина
- 1925 — «Любовь — книга золотая» А. Н. Толстому — Санька
- 1929 — «Бабы» К. Гольдони — Кеккина
- 1929 — «Чудак» А. Н. Афиногенова — Сима
- 1932 — «Униженные и оскорбленные» по Ф. М. Достоевскому — Нелли
- 1933 — «Двенадцатая ночь» Шекспира — Мария
- 1934 — «Испанский священник» Дж. Флетчера — Амаранта
- 1935 — «Мольба о жизни» Ж. Деваля — Женевьева

Театр имени МОСПС
- 1936 — «Васса Железнова» М. Горького — Рашель
- 1937 — «Каменный гость» А. С. Пушкина — Донна Анна

#### Московский театр им. Ленинского комсомола
- 1939 — «Нора» Г. Ибсена — Нора
- 1940 — «Валенсианская вдова» Л. де Веги — Леонарда
- 1940 — «Моль» Н. Ф. Погодина — Агнесса
- 1943 — «Живой труп» Л. Н. Толстого — Лиза
- 1944 — «Месяц в деревне» И. С. Тургенева — Наталья Петровна
- 1945 — «Семья Ферелли теряет покой» Л. Хеллман — Сара
- 1947 — «Губернатор провинции» Братьев Тур и Л. Р. Шейнина — Лилиан Шервуд
- 1949 — «Семья» И. Ф. Попова — М. А. Ульянова
- 1949 — «Особняк в переулке» Братьев Тур — Ева, сотрудница посольства
- 1954 — «Годы странствий» А. Н. Арбузова — тётя Тася
- 1954 — «Вишнёвый сад» А. П. Чехова — Раневская
- 1957 — «В доме Господина Драгомиреску» Х. Ловинеску — Адела, сестра Драгомиреску
- 1965 — «Снимается кино….» Э. С. Радзинского — Надежда Леонидовна
- 1967 — «Дым Отечества» по К. М. Симонову (сценическая композиция Т. И. Лондона) — Мать
- 1975 — «Иванов» А. П. Чехова — Авдотья Назаровна
- 1976 — «Ясновидящий» Л. Фейхтвангера — Фрау Тиршенройт
- «Дело» А. В. Сухово-Кобылина — Лидочка Муромская
- «Беспокойная старость» Л. Н. Рахманова — Мария Львовна
- «Доброе имя» К. М. Симонова — Александра Викторовна Трапезникова
- «О Лермонтове…» О. Я. Ремеза и Т. Чешаревской — Бабушка
- «Чемодан с наклейками» Д. Угрюмова — Раиса Васильевна

### Театральные постановки
МХАТ 2-й
- 1929 — «Бабы» К. Гольдони (совместно с С. Г. Бирман и Л. И. Дейкун)
- 1933 — «Двенадцатая ночь» У. Шекспира (совместно с В. В. Готовцевым)

#### Московский театр им. Ленинского комсомола
- 1939 — «Нора» Г. Ибсена (совместно с И. Н. Берсеневым)
- 1940 — «Валенсианская вдова» Л. де Веги (совместно И. Н. Берсеневым)
- 1944 — «Месяц в деревне» И. С. Тургенева
- 1949 — «Семья» И. Ф. Попова (совм. с И. С. Мурзаевой)
- 1952 — «Сыновья Москвы» Н. В. Рожкова (совм. с С. Л. Штейном)
- 1954 — «Годы странствий» А. Н. Арбузова (совм. с В. Р. Соловьёвым)
- 1955 — «Парень из нашего города» К. М. Симонова (совместно с А. А. Пелевиным)
- 1954 — «Вишнёвый сад» А. П. Чехова (совместно с А. А. Пелевиным)
- 1957 — «В доме Господина Драгомиреску» Х. Ловинеску (совместно с А. А. Руббом)
- «Беспокойная старость» Л. Н. Рахманова (совместно с В. Б. Монаховым)
- «Доброе имя» К. М. Симонова — Александра Викторовна Трапезникова (совместно с В. Р. Соловьёвым)
- «Первая симфония» А. К. Гладкова (совместно с А. А. Руббом)
- 1967 — «Дым Отечества» по К. М. Симонову (совместно с А. О. Гинзбургом, сценическая композиция Т. И. Лондона)
- «Лесная песня» Л. Украинки (совместно со С. Л. Штейном)

### Фильмография
- 1946 — Клятва — Варвара Михайловна Петрова
- 1949 — Падение Берлина — мать Иванова
- 1950 — Жуковский — Анна Николаевна, мать Н. Е. Жуковского
- 1952 — Неразлучные друзья — бабушка Вадима
- 1955 — Неоконченная повесть — Анна Константиновна
- 1956 — Без вести пропавший — пани Мария
- 1957 — Семья Ульяновых — М. А. Ульянова
- 1964 — Сумка, полная сердец — Анна Генриховна Левинталь, учительница
- 1966 — Симфония, рожденная заново (фильм-спектакль) — Мать
- 1967 — Седьмой спутник — Марья Семёновна, генеральша
- 1974 — Пир во время чумы (фильм-спектакль) — вступительное слово
- 1980 — Осенних дней очарованье (фильм-спектакль) — Ксения Николаевна Акверьянова

Режиссёр
- 1969 — Провинциалка (фильм-спектакль) (совместно с Л. С. Ишимбаевой).

## Награды и звания
- Заслуженная артистка Узбекской ССР (05.03.1943)[7]
- Народная артистка РСФСР (1946)
- Народная артистка СССР (1955)
- Сталинская премия первой степени (1947) — за исполнение роли Варвары Михайловны в фильме «Клятва» (1946)
- Два ордена Ленина (1965, 1975)
- Два ордена Трудового Красного Знамени (15.2.1948[8], ?)
- Медаль «За доблестный труд в Великой Отечественной войне 1941—1945 гг.» (1946)
- Медаль «В память 800-летия Москвы» (1947)
- ВКФ в Москве (1958, Первая премия, фильм «Семья Ульяновых»)
- Орден Братства и единства I степени (СФРЮ, 21 ноября 1946)

## Архив
Фонд Гиацинтовой хранится в Российском государственном архиве литературы и искусства под номером 2049. Это один из крупных фондов и содержит 1243 единицы хранения за 1868—1977 годы. В фонде хранятся материалы артистической и режиссёрской деятельности С. В. Гиацинтовой: режиссёрские записи о работе над пьесами, режиссёрские экземпляры пьес, роли, программы и афиши спектаклей и концертов, большая коллекция фотографий в разных ролях (более пятисот), а также большое собрание личных фотографий. Письма к С. В. Гиацинтовой от почти 300 корреспондентов и другие материалы.